# Uebelinia rotundifolia
Uebelinia rotundifolia är en nejlikväxtart som beskrevs av Daniel Oliver. Uebelinia rotundifolia ingår i släktet Uebelinia och familjen nejlikväxter. Inga underarter finns listade i Catalogue of Life.